# Paracoccus marginatus
Paracoccus marginatus är en insektsart som beskrevs av Williams och Granara de Willink 1992. Paracoccus marginatus ingår i släktet Paracoccus och familjen ullsköldlöss. Inga underarter finns listade i Catalogue of Life.

## Bildgalleri

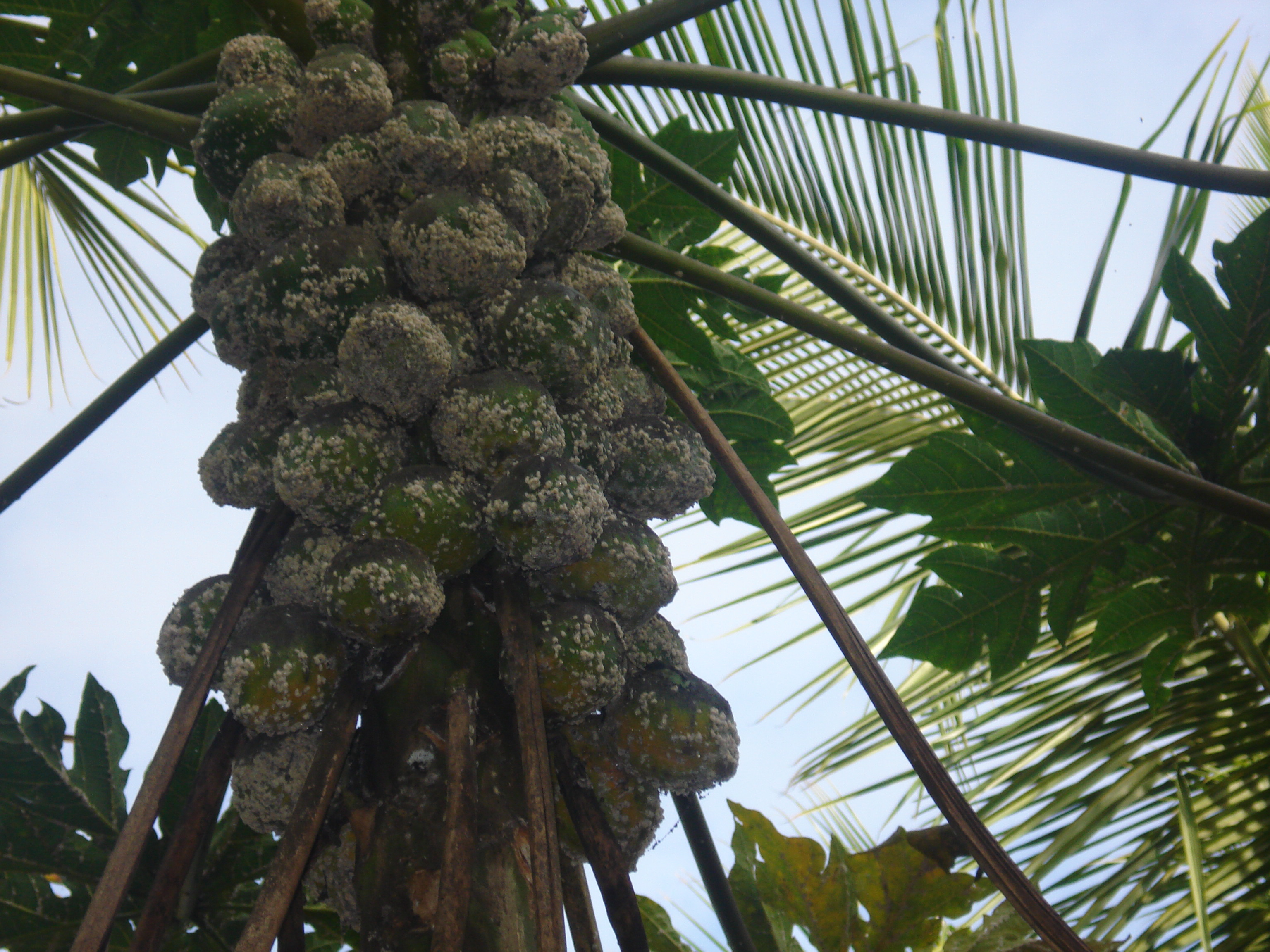
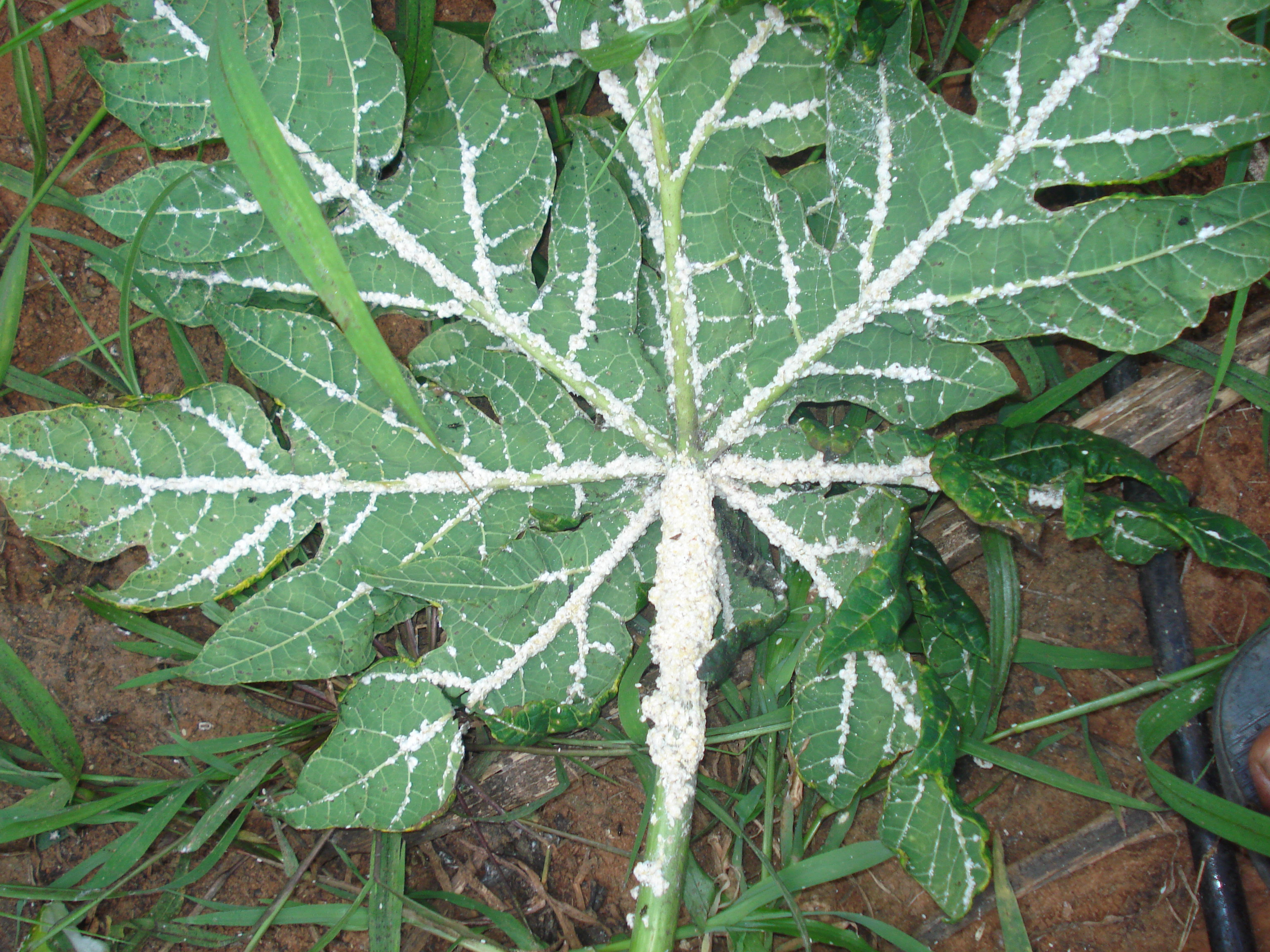
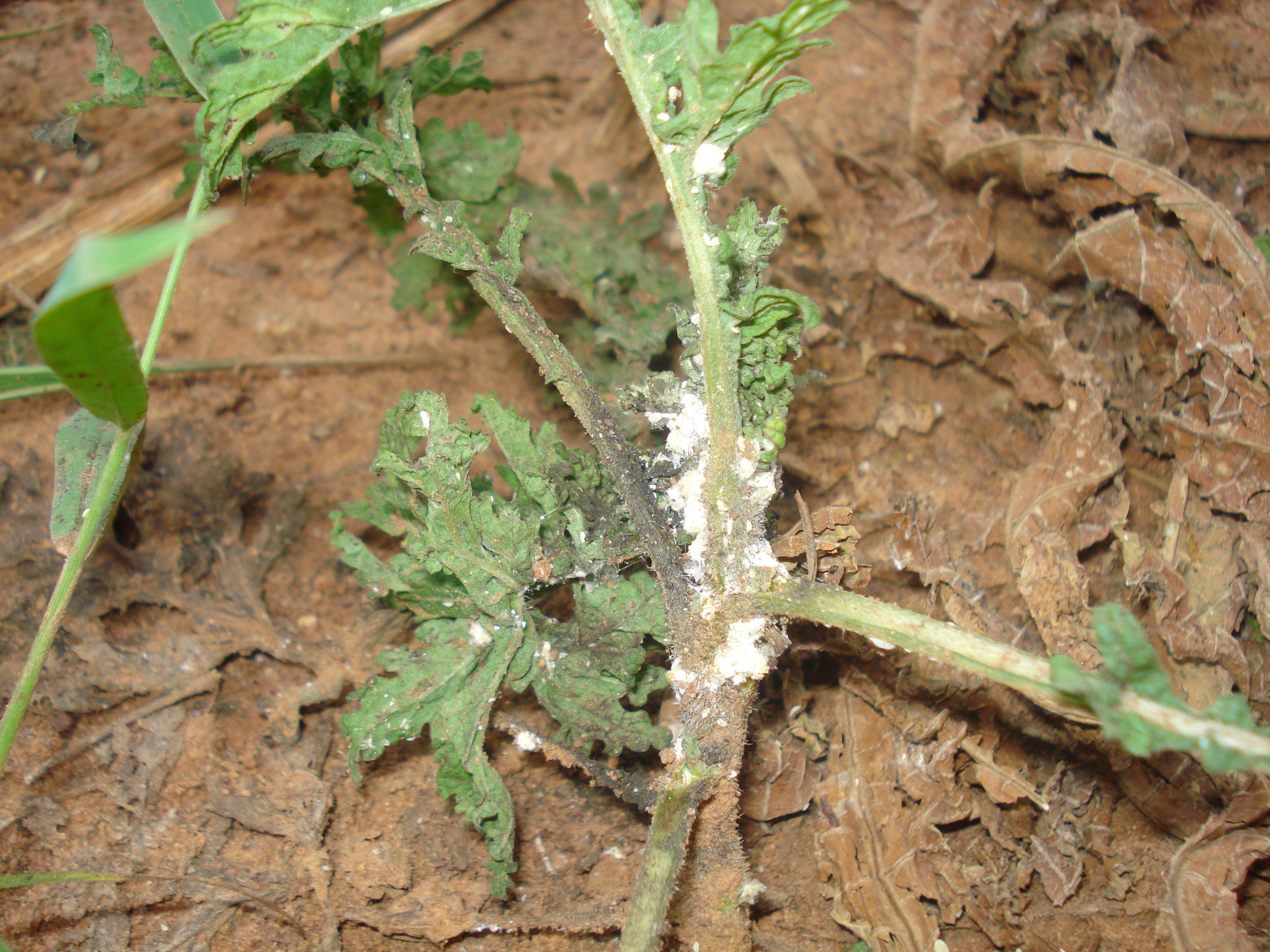